# María Teresa López Beltrán
María Teresa López Beltrán (Tetuán, protectorado español de Marruecos, 13 de junio de 1950-Málaga, 12 de marzo de 2012), fue una Catedrática de la Universidad de Málaga, historiadora y medievalista.

## Biografía
Nacida en Tetuán, en el protectorado español de Marruecos, su familia pronto se trasladó a Santa Cruz de Tenerife donde se licenció en Geografía e Historia en la Universidad de La Laguna, publicando su tesina Régimen jurídico de los molinos en el Valle del Ebro. En 1973 llegó a la Universidad de Granada donde fue profesora Ayudante de Historia del Derecho durante tres cursos académicos e inició una tesis, Pobreza de la normativa jurídica en la Edad Moderna, que nunca terminó.
En 1976 llegó a la Universidad de Málaga, siendo contratada durante un año como profesora Ayudante del Departamento de Historia Antigua y en 1978 se incorporó al Departamento de Medieval, publicando su tesis El puerto de Málaga en la transición a los tiempos modernos. En sus treinta y cinco años de docente e investigadora, fue considerada una de las más expertas conocedoras de la mujer y la sexualidad en la Edad Media. Tal y como demuestra su obra más famosa La prostitución en el reino de Granada en época de los Reyes Católicos: el caso de Málaga (1487-1516), siendo una de las pocas obras de un medievalista español traducidas al japonés.
Gran conocedora de la mujer medieval publicó varios artículos sobre la Infancia, la educación, la sexualidad o la repoblación del Reino de Granada, que supusieron un cambio en el ámbito y una nueva visión del trabajo femenino en el mundo de la ciudad bajomedieval. Aprovechando su labor del estudio de la mujer fue una de las fundadoras de la Asociación de Estudios sobre la Mujer en la Universidad de Málaga, fundada en 1985. Además de ser la coordinadora del centro de Estudios Interdisciplinares sobre la Mujer de la UMA e impartió cursos en Zaragoza, Jaén, Cádiz y Argentina.
Pero sus estudios no sólo se basan en el campo de la mujer o la sexualidad, pues otro ámbito que también explotó fue el de los judeoconversos y el del comercio, muriendo antes de poder publicar su obra Judeoconversos y reconciliados en Málaga y su obispado a finales de la Edad Media.

### Curiosidades
Gracias a su labor investigadora encontró un documento en la Biblioteca Nacional de España que hablaba sobre el mítico país de Cucaña, siendo la primera vez que aparecía una mención de dicho país en España.

## Libros y publicaciones más importantes

### Libros
- La prostitución en el Reino de Granada a finales de la Edad Media.[2]
- Educación, instrucción y alfabetización en la sociedad urbana malagueña a finales de la Edad Media y principios de la Edad Moderna.[3]
- La Prostitución en el Reino de Granada en la época de los Reyes Católicos: el caso de Málaga (1487-1516).[4]
- Historia y Género: Imágenes y vivencias de las mujeres en España y América.[5]
- El puerto de Málaga en la transición a los tiempos modernos.[6]
- Financiación de los viajes y cobertura de los riesgos en el tráfico marítimo mala-gueño en época de los Reyes Católicos.[7]